# YASUのえき☆スタ@noon
YASUのえき☆スタ＠noon（ヤスのえきスタ・アット・ヌーン）は、北海道文化放送（UHB）で2003年4月5日から2005年3月26日まで放送されていた情報番組。

## 概要
YASUの冠番組であり、番組名は「えき☆スタ」からの生放送（後述）であり、正午（英語で「noon」）に@をつけた物となっている。
JR札幌駅直結のショッピングモール「札幌ステラプレイス」1階にあるUHB・AIR-G'共同のサテライトスタジオ「えき☆スタ」から生放送された。道内外のニュースをはじめ、道内各地のイベント・グルメ情報から北海道日本ハムファイターズ・コンサドーレ札幌を中心としたスポーツ情報など北海道に密着した内容を取り上げた。
2004年シーズンから本拠地を札幌ドームに移転した日本ハムファイターズ情報は、番組の中核を占めると言っても良いほどの盛り上がりで、ファイターズOBの広瀬哲朗が試合の解説や選手への突撃取材をしていた。中でも、その週に最も活躍した選手へ贈られる「ピカイチ君」シールは、5枚集めると局アナと合コンができるという特典付であった。シーズン終了後もファイターズの選手が毎週のように登場し、えき☆スタ前はたくさんのギャラリーで埋めつくされた。
また、札幌ステラプレイス内の店舗から生中継される「生ステラ」コーナーでは、その店のお買い得品や新製品などが紹介され、ファッション、雑貨さがしに役立つ情報となっていた。

## 歴史
2003年4月に「えき☆スタ」の完成に合わせて放送開始。当初は「えき☆スタLIVE＠noon」（えきスタライブ・アット・ヌーン）というタイトルだった。出演者はYASUの他に一般公募で採用の女性が1人と加藤寛（北海道文化放送アナウンサー）。他にレポーターが数名いた（「生ステラ」の担当は加藤アナ）。毎週土曜日の正午から13時25分までの時間帯で放送された。
2003年10月に「YASUのえき☆スタ＠noon」にリニューアル。その後2005年1月からは12:55までに短縮。
2005年3月26日をもって終了。内容をリニューアルし、同年4月9日からは竹中美彩アナウンサーと森基誉則による後継番組『土曜えき☆スタUP』を開始した。

## 出演
- YASU
- 遠藤麗奈（北海道文化放送アナウンサー）
- 広瀬哲朗
- 森崎博之（TEAM NACS）
- 真下めぐみ（「生ステラ」レポーター）

以下、不定期出演
- 蛍原徹（雨上がり決死隊）
- 前田貴寛（サブミッションズ）

「北海道移住計画」と題し、北海道が好きな蛍原と前田が北海道での移住先を探して北海道内各地を訪ねる。本番組終了後も企画自体は続行し『蛍ちゃんの北海道移住計画』として2005年4月15日から単独番組として放送していたが、同年9月23日に終了。
- 石黒めぐみ
- ホルスタインモリ夫（モリマン）